# ディー＝アン・ケンティッシュ＝ロジャース
ディー＝アン・ケンティッシュ＝ロジャース（Dee-Ann Kentish-Rogers、1993年1月13日 - ）は、英国のモデル。2018年、Miss Universe Great Britainに選ばれ、英国を代表してミス・ユニバース2018に出場。Top20に残る。黒人女性がMiss Universe Great Britainに選ばれたのは大会史上初。
名前のカタカナ表記は株式会社ハースト婦人画報社に従う。

## 経歴
1993年1月13日、イギリス領アンギラのバレーに生まれる。
ウェスト・ミッドランズ州バーミンガムのバーミンガム大学大学院で法学を学ぶ。
バリスタおよびアスリートとしての顔も持つ。2014年のコモンウェルスゲームズに出場したこともあり、2021年12月現在いくつかのアンギラの国内記録保持者である。
2017年、ミス・アンギラに出場。ミスコンのキャリア開始。2018年7月18日のMiss Universe Great Britain決勝に参加するための費用はアンギラ観光局より提供された。
2016年から2017年にかけて、バレーのJoyce Kentish & Associatesでインターン。
| 年   | 大会                                 | 開催地                            | 種目     | 結果           | 順位     | 備考  |
| ---- | ------------------------------------ | --------------------------------- | -------- | -------------- | -------- | ----- |
| 2010 | コモンウェルスゲームズ               | インド ニューデリー               | 400m     | 予選通過ならず | 59"16    | [ 7 ] |
| 2011 | ユニバーシアード                     | 中国 深圳市                       | 400m     | 予選通過ならず | 58"95    |       |
| 2012 | 中米・カリブ海選手権大会（ジュニア） | エルサルバドル サンサルバドル     | 七種競技 | 銀メダル       | 4126 p.  |       |
| 2012 | CARIFTA Games (Women Under 20)       | バミューダ諸島 ハミルトン         | 五種競技 | 銅メダル       | 2829 p.  |       |
| 2013 | ユニバーシアード                     | ロシア タタールスタン共和国カザン | 七種競技 | 14位           | 4464 p.  | NR    |
| 2014 | コモンウェルスゲームズ               | イギリス グラスゴー               | 七種競技 | 11位           | 3633 p,  | [ 7 ] |
| 2015 | ユニバーシアード                     | 韓国 光州広域市                   | 七種競技 | 記録なし       | 記録なし |       |